# Svarttjärnen (Hamrånge socken, Gästrikland, 675335-156257)
Svarttjärnen är en sjö i Gävle kommun i Gästrikland och ingår i Hamrångeåns huvudavrinningsområde.